# 南段原駅
南段原駅（みなみだんばらえき）は、かつて広島県広島市段原山崎町（現在の南区段原山崎）にあった日本国有鉄道（国鉄）宇品線の旅客駅である。
この項目では、早期に廃止された近隣の東段原駅（ひがしだんばらえき / 1930年 - 1943年設置）についても扱う。

## 概要
第二次世界大戦前、宇品線の一般旅客営業を委託されていた芸備鉄道によって新設・開業された。戦後の一時期は沿線への官公庁移転に伴う輸送力の向上をはかるため行き違い駅の機能が有していたこともある。利用者の多くは近隣の学校への通勤・通学客であり、1960年代に入って利用者数の減少が問題化すると、1972年4月に廃止となった。1980年代以降の段原地区再開発事業の進行によって線路や駅施設が完全に撤去された上、街路や区画が往事のものと若干変更されているため、近辺に設置されたいくつかのモニュメントを除けば当時の名残はほとんどない。

## 歴史
芸備鉄道は、1930年12月、宇品線におけるガソリンカーの運行を開始した。これ以降、芸備鉄道により宇品線に新設・開業された9駅の一つが南段原駅であり、開業は1931年3月。広島駅から1.8 kmの地点に位置し、開業当時に前駅であった東段原駅、次駅の上大河駅（旧）との駅間距離はそれぞれ0.4 km、0.9 kmであった。開業時の駅名「女子商業前停留場」は、近隣（現在の広島イースト付近）に立地する広島女子商業学校（のちの広島女子商業高等学校で現・広島翔洋高等学校）に由来するもので、1937年7月の芸備鉄道国有化に伴って所在地近辺の地名に由来する南段原駅に改称された。
南段原駅は第二次世界大戦中の燃料事情から一部の駅が営業を休止するなか存続し、1945年8月6日、原爆投下により市中心部が壊滅すると、比較的被害の小さかった南段原駅から宇品駅までの区間でピストン運行をおこない、負傷した多くの被爆者を、軍による救援活動の中心であった宇品地区まで輸送する役割を果たした。しかし敗戦直後の1945年9月、枕崎台風による水害で大須口駅南側の猿猴川橋梁が流失すると、その掛け替えにより宇品線のルートがやや東に移動したため、南段原駅構内の線路も若干東寄りに移設された。
第二次世界大戦後、広島県庁舎を始めとする官公庁が原爆被災により宇品線沿線の霞地区（南区 / かつての陸軍兵器支廠跡地）に移転すると、宇品線を利用する通勤客が急増し、当時唯一の行き違い駅であった下大河駅の列車交換だけでは利用者をさばききれなくなることが予想されたため、1947年8月には南段原駅構内にも行き違い施設が設けられ、列車の増発がはかられた。しかし1956年4月に県庁が現在地の基町（中区）に移転するなど、官公庁が宇品線沿線から市中心部へと転出する動きが始まると、宇品線の利用客も減少し、このため1958年2月のダイヤ改正以降、南段原駅の行き違い施設は撤去された。
南段原駅の利用者は広島女子商高など近隣の学校への通勤・通学者が多数を占めたのに対し、地元住民は戦後発達したバス網を利用して直接市の中心部に赴き同線を利用することほとんどなかったため、1960年代に入ると利用客減少による宇品線の赤字路線化が問題となり、直接には1966年の新広島バイパス（国道2号）開通に伴う宇品線との平面交差によって生じる交通渋滞を背景に、同年12月、上大河 - 宇品間の旅客営業は停止され、同時に南段原駅も通勤・通学客を中心とする定期の乗客の利用のみに限定されることとなった。以後、宇品線の旅客列車運行は平日・土曜に5往復、日曜・休日には2往復に削減、平日においても午前の上りと午後の下りは南段原駅を通過することになった。この時点で広島駅からの所要時間は5 - 6分であった。そして1972年4月、残る広島 - 上大河間の旅客営業も停止されたことで南段原駅は廃止された

### 年表
- 1931年（昭和6年）3月20日：女子商業前停留場として芸備鉄道が開業[1]。
- 1937年（昭和12年）7月1日：芸備鉄道国有化により停留場から停車場に昇格され南段原駅と改称[1]。
- 1945年（昭和20年）
  - 8月6日：原爆投下。南段原 - 宇品間の被爆者輸送を行う。
  - 9月：枕崎台風で破損した猿猴川橋梁の架け替えにともない構内の線路を東に移設。
- 1947年（昭和22年）8月10日：構内に行き違い施設を設置し行き違い駅となる。
- 1954年（昭和29年）12月1日：旅客取扱区間の制限が廃止[2]。
- 1958年（昭和33年）1月31日：行き違い施設を撤去。
- 1962年（昭和37年）4月16日：日本交通観光社による業務委託駅となる[3]。
- 1966年（昭和41年）12月20日：営業範囲を旅客から旅客（ただし、定期乗車券の所持の旅客に限る。）へ改正[4]。駅員無配置駅となる[5]。
- 1972年（昭和47年）4月1日：宇品線広島駅 - 上大河駅間の旅客運輸営業廃止に伴い、当駅を廃止[6]。

## 駅の所在地・構造
駅は段原山崎町（現在の南区段原山崎1丁目）に所在し、プラットホームの構造は1面1線の単式片面、ホームと1階建ての駅舎は線路の東側に位置した。駅の北側には南段原踏切があった。1945年9月の水害で線路がやや東に移設されたため、線路の西側には撤去された旧線の跡地が駅の廃止時まで空き地として残っていた。また、先述の通り1947年から1958年まで行き違い施設が置かれていたため、その期間には駅員によるタブレット交換が行われた。

## 近隣の施設
駅の廃止（1972年4月）時点のもの。なお近辺の地域は1980年代以降の再開発事業により街区が一変しており当時の面影はほとんど残っていない。
- 広島女子商業高等学校 - 開業時の駅名の由来である旧制「広島女子商業学校」の後身。1989年に安芸郡坂町に移転（その後校名を現在の「広島翔洋高等学校」に改称）したため現存しない。
- 広島市立段原中学校 - その後、段原地区の再開発事業に伴い2011年にやや南の校地（旧・広島県警察学校校地）に移転した。旧校地の正門近くに宇品線のモニュメントがある。
- 比治山公園

## 駅址の現状
1972年4月の廃止後も、宇品線自体は「宇品四者協定線」として早朝1往復の貨物列車の定期運行がおこなわれたため鉄道線路の使用は続き、またホームなどの駅施設もしばらくの間、撤去されないまま放置されていた。しかし日中の列車の往来がなくなったため旧駅付近は地元住民の通路・遊び場・家庭菜園などとして使用されていた。1986年4月の四者協定線廃止（宇品線の全面廃止）後もしばらく線路は撤去されなかったが、1990年代の段原地区再開発事業の本格化により、駅施設・線路など完全に撤去され、雑草が生い茂る空き地となっていた（画像参照）。その後再開発の完了により近辺の街路・区画が大きく変わり、駅跡地およびその近くの段原踏切跡も含め現在はその痕跡は残っていない。
旧・南段原駅近くにある宇品線のモニュメントとしては、段原南第五公園が「宇品線公園」として整備され、当時の駅名表示板、線路の一部と動輪、および説明板（「宇品線の歩み」）が設置されている。同公園はかつての宇品線沿線ではあるものの、旧南段原駅跡とは異なる位置（南区段原三丁目11番）にある。また、広島南警察署段原交番の東側に隣接する緑地（かつての宇品線跡に隣接）には「惜別 宇品線記念碑」がある。この碑は旧・南段原駅近くにあった旧・段原中学校の正門前にあったものが、2011年の同校移転を契機に移設されたものである。

## 東段原駅
東段原駅は、南段原駅と同様、芸備鉄道によって開業された駅の一つで、開業時期は南段原駅より早い1930年12月30日。当初は東段原停留場と称されたが、1937年7月1日、芸備鉄道国有化により停車場に昇格され東段原駅と改称した。広島駅から1.4kmに位置し、開業時点では前駅の大須口駅、次駅の南段原駅とそれぞれ0.2km、0.4kmの距離があった。宇品線のルートおよび駅間距離からみて猿猴川に面する現在の南区段原四丁目9の付近（かつての「日の出通り踏切」で現在の平和橋南詰交差点）に位置していたものと推定される。1943年10月1日、第二次世界大戦中の燃料事情により駅は営業休止となり、戦後も復活することはなくそのまま廃止された。

## 隣の駅
駅の廃止（1972年4月1日）時点のもの。
日本国有鉄道
宇品線
大須口駅（この時点では大須口信号場） - 南段原駅 - 上大河駅